# 上田原の戦い
上田原の戦い（うえだはらのたたかい）は、天文17年2月14日（1548年3月23日）に信濃国上田原（長野県上田市）で行われた、甲斐国の戦国大名武田晴信（後の信玄）と北信濃の戦国大名村上義清との戦い。家督相続以来、信濃制圧を目指して連勝を続けていた武田晴信はこの合戦で重臣と多くの将兵を失った。合戦自体は村上方にも損害が出ているため痛み分けともとれるが、それまで武田家中の中心だった板垣信方、甘利虎泰を同時に失ってしまった戦いであったため事実上の敗北といえる。この後、信濃守護小笠原長時が機に乗じて諏訪に侵攻している(塩尻峠の戦い)。上田原は、千曲川南岸に展開する段丘平野で、現在は上田原古戦場として保存されている。

## 背景

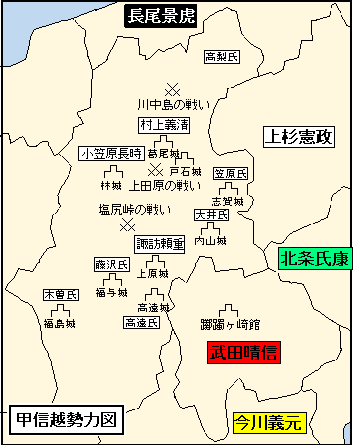
戦国時代の甲信越地方

守護・武田家の内訌が続いていた甲斐国では、永正5年（1508年）に武田信虎により武田宗家が統一され、大永元年（1521年）には駿河国今川氏の福島乱入事件を退けて甲斐国内の統一を達成する。信虎は信濃国諏訪郡の諏訪氏や駿河国の今川氏、扇谷上杉氏・山内上杉氏と同盟を結ぶと、天文10年（1541年）5月には武田氏と諏訪氏・村上氏とともに信濃佐久郡・小県郡へ侵攻した（海野平の戦い）。同年6月14日、甲斐へ帰国した信虎は嫡男・晴信により今川氏のもとへ追放され、晴信が家督を継承する。この最中に関東管領の上杉憲政が信濃佐久郡・小県郡へ侵攻し、諏訪頼重は独断で山内上杉氏と和睦を結び、領地を割譲した。
同11年（1542年）、諏訪頼重の行動を盟約違反とした晴信は高遠頼継と結び諏訪郡へ侵攻し、諏訪氏を滅ぼした。次いで決裂した頼継を打ち破り、上原城に家臣・板垣信方を城代として配置し、諏訪郡を領国化する。同12年（1543年）には佐久郡へ侵攻し、大井貞隆の長窪城を陥れる。同13年（1544年）には藤沢頼親と結んだ高遠頼継が信濃守護・小笠原長時の支援を受けて再び諏訪郡へ攻勢に出たため、晴信は上伊那郡へ出兵して高遠・藤沢勢を撃破し、頼継は没落した。同15年（1546年）には再び佐久郡へ侵攻して内山城を陥れ、大井貞清を捕らえた。
同16年（1547年）、晴信は上杉憲政と結んで抵抗する笠原清繁の志賀城を包囲する。上杉憲政は後詰の援軍を派遣するが、小田井原の戦いで板垣信方・甘利虎泰に率いられた武田軍に撃破される。武田軍は志賀城の目前に小田井原の戦いで討ち取った敵兵の首級3000を晒して威嚇した。士気を喪失した志賀城は陥落し、笠原清繁は討ち取られ、捕虜となった城兵は奴隷労働者に落とされ、女子供は売り払われた。これは当時としても過酷な処分だった。

## 北信濃の村上義清
村上氏は清和源氏の流れをくむ北信濃の名族であり、鎌倉幕府の御家人となり、南北朝時代・室町時代に入ると信濃の支配を巡って守護の小笠原氏とも度々戦火を交えていた。
この時代の当主の村上義清は猛将として知られ、葛尾城を本拠に埴科郡、高井郡、小県郡、水内郡を勢力下におさめ、村上氏の全盛期をもたらしていた。村上義清にとって武田晴信は、信濃全土を支配するためどうしても倒さねばならない難敵であった。
村上氏の勢力圏と隣接する佐久郡を制圧した武田氏との戦いは避けられない情勢となった。

## 合戦

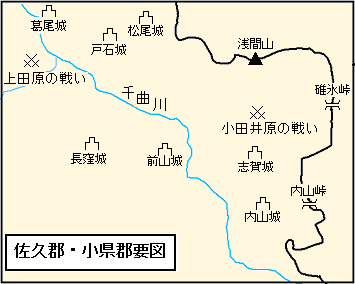

天文17年2月1日（1548年3月10日）、晴信は5000人の兵力を率い北信濃に向けて進軍を開始した。武田軍は上原城で板垣信方の率いる諏訪衆や郡内衆と合流し、大門峠を越えて小県郡南部に侵攻。
一方、村上義清は天白山の居城葛尾城と北東部の戸石城を拠点に陣を敷く。さらに岩鼻まで南下して上田平に展開し、産川（千曲川支流）を挟んで武田方と対陣。2月14日（3月23日）に両軍は合戦となった。
上田原合戦の概況を伝える史料に『勝山記』（『妙法寺記』）がある。『勝山記』によれば、この合戦で武田軍は小山田信有の郡内衆が奮戦したものの板垣信方、甘利虎泰、才間河内守、初鹿伝右衛門が討ち死にし敗北したという。
合戦の具体的な経過について書き記した同時代の史料はないが、江戸時代に書かれた軍記物『甲陽軍鑑』などによると、武田軍は8000余、村上軍は5000余（または7000余）。武田軍は先陣を願い出た真田幸綱を退け、板垣信方を先陣に栗原左衛門尉・飯富兵部少輔・上原昌辰（小山田虎満）・小山田信有・武田典厩信繁らが村上方に攻撃をしかけた。先陣の板垣勢は村上勢を撃破して敵陣深く突進するが、勝ちに驕った信方は敵前で首実検を始めた。
板垣信方の油断をついた村上勢は反撃に出て、不意を突かれた板垣勢は混乱状態に陥り、信方は馬に乗ろうとしたところを敵兵に槍で突かれて討ち取られた。これにより板垣衆は崩れ、村上勢は勢いに乗って猛攻をしかけ、後続の武田軍は突き崩される。
『甲陽軍鑑』では上田原合戦における戦死者は武田軍は700人（または1200人）、村上軍は300人（または1700人）としているが、その根拠は不明。
村上義清が武田晴信の本陣に攻めかかると晴信の旗本衆は後退し、脇備の工藤祐長（内藤昌秀）と馬場信房（信春）が横槍を入れてこれを打ち払うが、晴信は二か所に薄手の傷を負った。以上の『甲陽軍鑑』における上田原合戦の戦闘の状況のうち、小山田勢の奮戦と晴信自身の負傷の様子は『勝山記』にも見られる。
武田軍は重臣の板垣信方、甘利虎泰を失う大敗を喫したが、村上軍も屋代基綱・小島権兵衛・雨宮正利らが戦死し、損害も多く追撃する余力はなく退陣した。
合戦に敗れた武田軍だが、『勝山記』によれば晴信の指揮のもと態勢を立て直して20日余の間「シハヲ踏」戦場に留まる。「シハヲ踏ム」は「芝（芝居）を踏む」の意味と考えられており、『甲陽軍鑑』では戦場に踏みとどまる意味で用いられる用語であることが指摘される。甘利虎泰の子・藤蔵（後の甘利昌忠）が甘利氏の家督を継承すると、晴信を支援した。晴信側近の駒井高白斎は今井信甫と相談し、晴信生母の大井の方に働きかけ、大井夫人は野村筑前守・春降出雲守を使者として派遣して晴信を説得し、武田勢は撤退する。
武田勢は3月5日に上原城へ到着し、3月14日には甘利藤三が上原城へ到着した。武田勢は3月26日に甲府へ帰還する。『甲陽軍鑑』『勝山記』によれば、晴信はこの合戦で二カ所に傷を負い、帰国後に甲府の「嶋の湯」（甲府市湯村の湯村温泉）で30日間の湯治をおこなったという。

## 戦後
上田原の戦いは、武田晴信にとって初めての敗戦であった。武田軍の敗北を知った信濃国人衆は村上氏・小笠原氏を中心に結束して反撃に出る。諏訪郡でも西方衆が反乱を起こし、武田氏の信濃支配は危機に陥った。
だが、晴信は7月19日に塩尻峠の戦いで小笠原長時に大勝。武田氏は再び優位を回復した。天文19年（1550年）7月、武田軍は小笠原領の筑摩郡に侵攻し、長時は本拠林城を捨てて逃亡した。同年8月、晴信は上田原の戦いの雪辱を果たすべく、村上氏の支城の戸石城を包囲するが、村上義清の反撃を受けて再び大敗を喫した（砥石崩れ）。
翌同20年（1551年）、武田家臣・真田幸綱（幸隆）の計略により戸石城は陥落する。真田幸綱は信濃国小県郡の海野氏の一族で、天文10年（1541年）5月の海野平の戦いの後に上野国へ亡命した後、武田家臣となっていた。村上義清は葛尾城に孤立して、抵抗する力を失った。同22年（1553年）、武田軍の侵攻の前に義清は葛尾城を捨てて越後国へ逃れ、長尾景虎（後の上杉謙信）に援助を請うた。
これを受けて長尾景虎は武田氏と北信濃国人衆との戦いに介入し、北信濃を巡り5次10年以上に及ぶ川中島の戦いに突入する。

## 古戦場
長野県上田市にある石久摩神社境内に「上田原古戦場」の石碑が建つ。隣接する上田原自治会館横に鳥居があり、その横に「上田原古戦場碑入口」の石碑が建つ。
上田市上田古戦場公園や長野県営上田野球場が立地し、上田古戦場ハーフマラソンが毎年開催されている（自然災害等で中止の年もある）。
野球場隣には雨宮正利の墓がある。

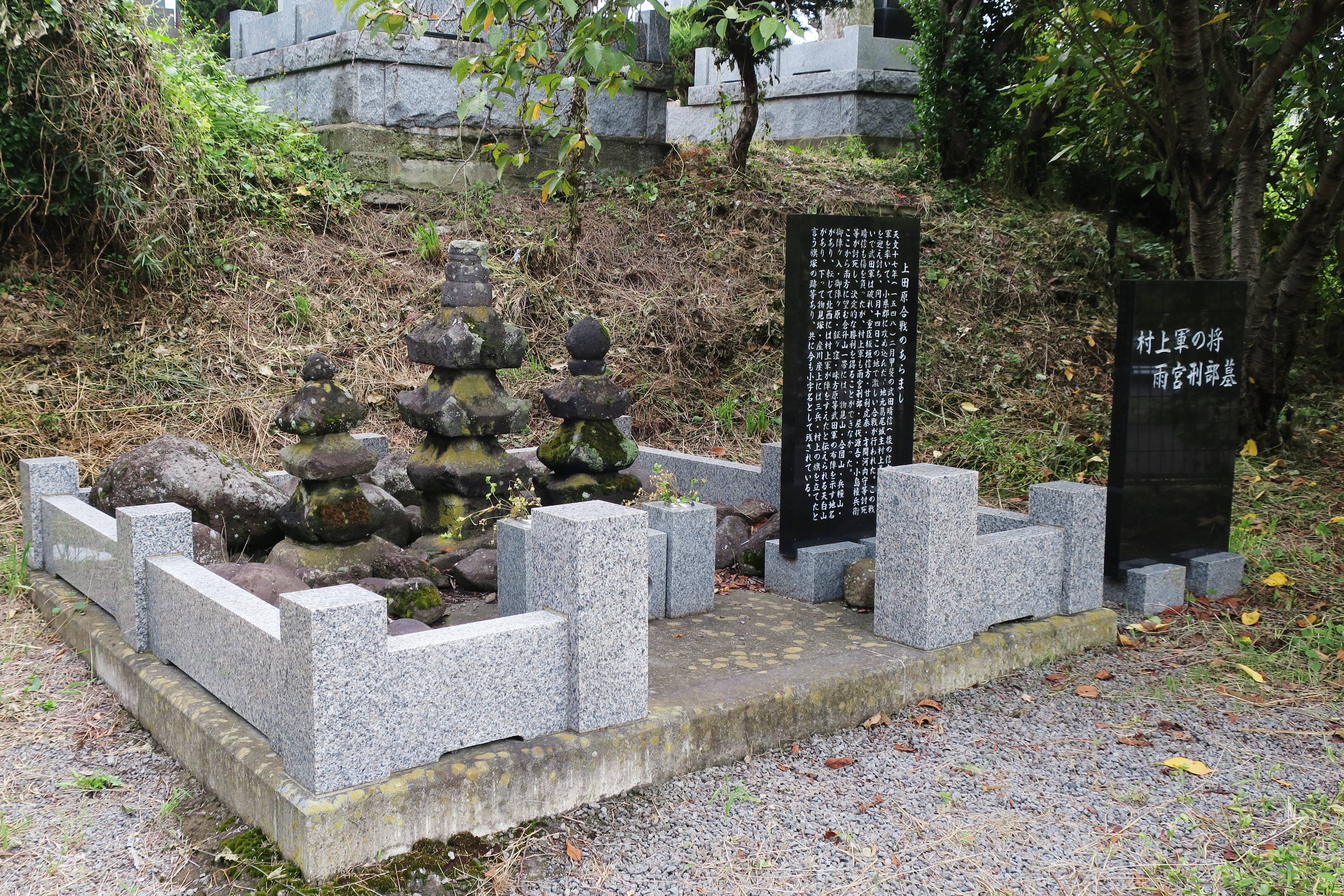
雨宮正利の墓

## 作品
武田信玄を主人公とするドラマや小説では上田原の戦いは、晴信の連戦連勝に奢った慢心が敗因であるとし、板垣信方、甘利虎泰ら股肱の重臣たちを失ったこの敗戦をその後の人生の教訓にする筋立てになっているものが多い。
- NHK大河ドラマ『武田信玄』（1988年）では、連戦連勝に驕り、傲慢になっていた晴信に、死をもって諌めようと敵陣に突撃していく板垣、甘利両将の姿が描かれていた。撤退後の晴信に、母の大井夫人が、敗戦の原因を、晴信の中の傲慢さにあったことを説き諌めるシーンがある。また2007年の大河ドラマ『風林火山』もほぼ同じように描かれている。
- 大河ドラマ『風林火山』の原作小説である井上靖の『風林火山』では上田原の戦いと砥石崩れが起こった順序が逆に描かれている。